# Бритай (річка)
Брита́й — річка в Україні, в межах Лозівського та Ізюмського районів Харківської області. Права притока Береки (басейн Сіверського Дінця).

## Опис
Довжина 84 км, площа водозбірного басейну 1180 км². Похил річки 0,9 м/км. Річкова долина трапецієподібна, завширшки 1,5—2 (максимально 3 км). Заплава широка, є стариці та протоки; завширшки переважно 1,2 м. Річище помірно звивисте, нерозгалужене, завширшки від 10 до 60 м, завглибшки бл. 2 м. На окремих ділянках взимку промерзає. Споруджено Бритайське водосховище та інші невеличкі водосховища, є ставки. Використовується на зрошення, господарські потреби, ставкове рибництво.

## Розташування
Бере початок на схід від села Надіїне. Тече впершу на захід, потім повертає на північ та північний схід. В межах каналу каналу «Дніпро — Донбас» (від гирла річки Попільної) тече на схід. Впадає до Береки на північний схід від села Стара Семенівка. 
Населені пункти вздовж берегової смуги: Надіїне, Настасівка, Якимівка, Братолюбівка, Михайлівка, Довгове, Веселе, Смирнівка, Шатівка, Олександрівка, Миколаївка, Іванівка, Бритай, Садове, Різдвянка, Богомолівка, Благодатне, Тихопілля, Федоріка, Мечебилове, Нова Миколаївка, Стара Семенівка.

## Притоки
Бритай утворюється злиттям трьох потоків у селі Надеждине, кожен з яких позначений на карті як Балка Бритай. 
У джерелах вказуються інші варіанти назв витоків Бритаю: балка Жирівська, балка Близнюківська, балка Володина, балка Жовнтівська (ліва притока), балка Ковалева (права притока), балка Семенюкова (права притока).
Притоки від витоку до гирла:
Праві
- Байрак - балка у Близнюківській селищній громаді, бере початок на півночі від села Нововолодимирське, тече спочатку на південь, потім на південний захід і впадає до Бритаю у селі Надіїне[8]
- Балка Городна
- Вовча - балка у Лозівській міській громаді. Бере початок у селі Кінне, тече на північний захід і впадає у річку Бритай навпроти села Бритай[9]. У верхів'ї балки знаходиться Лозівський загальнозоологічний заказник.
- Кобильна
- Романівська - балка у Лозівській громаді, впадає у Бритай на східній околиці села Богомолівка. Майже повністю розорана.[10]
- Самарка
- Балка Карнаухівська

Ліві
- Балка Суха — притока у Близнюківській громаді, бере початок на північному заході від села Батюшки, тече спочатку на захід, потім на північний захід і впадає у Бритай у навпроти села Якимівка[11]

- Балка Шадина

- Лозова

- Балка Нелюбівська (Желюбівська) — притока у Лозівській громаді, бере початок у селі Роздори, тече на південний схід і впадає у Бритай у селі Смирнівка[12]
  - Балка Катрина — права притока Нелюбівської, впадає на північному заході від села Смирінівка[13]

- Попільна

- Балка Кам'яна — притока у Лозівській громаді, бере початок на північному заході від села Привілля, тече переважно на південь і впадає у Бритай у селі Надеждівка[14]
  - Балка Мокра — права притока Кам'яної, впадає західніше села Привілля[15]
  - Балка Кислочина — ліва притока Кам'яної, протікає через село Привілля[16]

- Бритайський яр — притока у Барвінківській громаді, впадає у Бритай навпроти села Тихопілля[17]
  - Балка Берестова — ліва притока яру Бритайського[18]

- Балка Кравцева — права притока у Барвінківській громаді, впадає у Береку західніше села Федорівка.[19]

У верхів'ях річки розташований Надеждинський гідрологічний заказник.